# Ubåtsklass Typ 212A
Ubåtsklass typ 212A är en avancerad modern attackubåt tillverkad av tyska Howaldtswerke-Deutsche Werft AG åt Tysklands flotta och Italiens flotta. Den första båten började byggas 1998 och togs i tjänst 2002. Klassen använder ett diesel-elektriskt maskineri men är också utrustad med ett luftoberoende maskineri i form av Siemens AG bränsleceller som använder väte och flytande syre för att skapa elektrisk energi. Den är den andra ubåtsklassen att ursprungligen tas i tjänst utrustad med luftoberoende maskineri, efter den svenska Gotland-klass. 
Ubåten kan använda dieselmaskineriet för att färdas i hög fart i snorkelläge eller byta över till det luftoberoende maskineriet och färdas långsamt på större djup. Det luftoberoende maskineriet ger en uthållighet på upp till tre veckor i undervattensläge, vilket vida överstiger vad konventionella dieselubåtar kan prestera. Bränsleceller erbjuder en del av fördelarna som atomubåtar har, men är i teorin tystare eftersom de inte är beroende av de pumpsystem som krävs för att försörja reaktorn med kylvatten. Detta gör dem (Och även ubåtar med andra typer av luftoberoende maskineri) till synnerligen farliga motståndare. Typ 212A sägs vara vibrationsfri, extremt tyst och nära omöjlig att upptäcka. 
Klassen har vidareutvecklats till Ubåtsklass Typ 214 som är avsedd för export till tredjepartsländer. Denna liknar Typ 212A men är något större. Typ 214 saknar troligtvis vissa hemligstämplade avancerade teknologier som Typ 212A använder.

## Utveckling
I början på 1990-talet började tyska flottan att se sig om efter en ersättare till ubåtsklass Typ 206. År 1996 bestämde sig Tysklands och Italiens flotta för att inleda ett samarbete för att ta fram en helt ny ubåtsklass med luftoberoende maskineri som skulle anpassas för att användas i den grunda Östersjön respektive det djupa Medelhavet. Trots dessa relativt skilda behov var målet att nå en gemensam design vilket man också lyckades med. 1998 placerade Tysklands flotta en order för fyra ubåtar och Italiens flotta följde snart efter med en order på två ubåtar. 
De tyska båtarna byggdes av HDW och Nordseewerke GmbH och de italienska båtarna byggdes av Fincantieri. År 2006 lade tyska flottan ännu en order på ytterligare två uppgraderade och förbättrade ubåtar att levereras 2012. Dessa ska bli 1,2 meter längre för att ge utrymme åt en avancerad mast (Se nedan under beväpning). År 2008 lade Italiens flotta också ännu en till order på två ubåtar i princip identisk konfiguration som de ursprungliga två båtarna. Skälet till att man valde en identisk konfiguration var att man önskade minimera underhållskostnaderna.

## Egenskaper
Ubåten använder ett dieselelektriskt maskineri med en MTU Friedrichshafen dieselmotor på 3 120 kW och Siemens AG bränsleceller på tillsammans cirka 200 kW tillsammans med en Siemens AG Permasyn elektrisk motor på 1700 kW som driver en sjubladig propeller. Bränslecellerna använder flytande syre och väte lagrat i tankar som är lokaliserade mellan det tjockare, inre tryckskrovet och det lättare, tunnare ytterskrovet. Systemet är konstruerat så att det endast finns en liten mängd gas inne i besättningsutrymmena vid varje given tidpunkt. Syftet med detta är att minimera risken för (Och också effekten av) explosioner, eftersom väte är mycket lättantändligt och brinner explosivt. Dieselmaskineriet ger en maximal fart på 20 knop i undervattensläge och 12 knop i ytläge. Den totala räckvidden är 8 000 Nm vid 8 knops gång med en total uthållighet på 84 dagar (12 veckor) och ubåten kan gå 21 dagar (3 veckor) i undervattensläge på bränsleceller, utan att använda snorkeln.
Tack vare att ubåten har de aktre dykplanen i en X-konfiguration får ubåten ett litet djupgående och kan därför användas på så lite som 17 meters djup. Med andra ord är de väl anpassade för att kunna användas i kustområden och kan gå nära land, vilket är värdefullt om ubåten ska användas för att sätta in specialförband. 
Designen inkluderade omfattande signaturreduktion med bland annat användande av icke-magnetiskt stål och ljud- och vibrationsisolerad motor och skrovet har också klätts med ekodämpande material.

## C4ISR-system
Klassen använder ett ledningssystem från norska Kongsberg kallat MSI-90U och en sonarsvit från tyska Atlas Elektronik kallad DBQS-40 vilken bland annat inkluderar en bogmonterad passiv/aktiv medelfrekvent sonar, en passiv/aktiv högfrekvent intercept-sonar för att upptäcka torpeder, en FAS-3 passiv låg-/medelfrekvent flanksonar och en TAS-3 passiv lågfrekvent släpsonar som vinschas ut från seglet samt en MOA 3070 min- och terrängupptäckande sonar. 
Periskopen består av ett Carl Zeiss SERO 14 sökperiskop med 1,5x, 6x och 12x zoom. Det inkluderar en LWIR-FLIR (Dvs känslig för ljus med våglängden 8-12 micrometer), med tvåstegs zoom, samt en optisk avståndsmätare. På sökperiskopet är även ESM-antennen monterad. Det andra periskopet är ett SERO 15 attackperiskop med 1,5 och 6x zoom, utrustat med en MWIR-FLIR (känslig för våglängderna 3-5 micrometer) och har en ögonsäker laseravståndsmätare. Båda periskopen kan presentera essentiella data som bäring och avstånd till ett mål i skärmen.
Radarn är av typen Kelvin Hughes Typ 1007 som arbetar i I-bandet och ESM-systemet är ett EADS FL 1800U. Det är känsligt för signaler i bandet 0.5-18 Ghz. Det saknar ECM-funktioner. Klassen är utrustad med ett motmedelsystem mot torpeder av typ Atlas Elektronik TAU 2000. Detta omfattar fyra avfyrningssystem med vardera 10 motmedel i form av akustiska störsändare.

## Beväpning
Beväpningen består av tunga 533 mm torpeder av typen Atlas Elektronik DM2A4 Seehecht alternativt WASS Blackshark eller A184 Mod3 som kan användas mot både ytfartyg och andra ubåtar. De två förstnämnda är mycket moderna torpeder med fiberoptisk trådstyrning och avancerad passiv/aktiv sonar med mycket kapabla motmotmedel med räckvidder över 50 Nm och maxfarter över 50 knop. Klassen är utrustad med sex torpedtuber och kan bära totalt 12 torpeder. 
Dessutom är en luftvärnsrobot kallad IDAS under utveckling av Diehl BGT Defence. Den bygger på IRIS-T och kommer att bli världens första luftvärnsrobot för ubåtar. Detta ger ubåten helt nya taktiska möjligheter och förmåga att försvara sig mot ubåtsjakthelikoptrar, vilka utgör ett mycket påtagligt hot mot ubåtar. IDAS avfyras från torpedtuberna och varje tub kan hålla fyra robotar. Räckvidden for roboten förväntas bli cirka 20 km. Ubåten har också förmågan att bära sjöminor där 24 minor kan bäras i torpedtuberna och inne i ubåten och ytterligare 24 minor kan bäras externt.
Det spekuleras att de två senast byggda tyska båtarna kommer att få en unik mast utrustad med en 30 mm automatkanon, baserad på Rheinmetall RMK30, som är en rekylfri revolverkanon med tre kammare som använder hylslös ammunition i kalibern 35 × 250 mm. RMK30 har en eldhastighet på upp till 300 skott per minut. Kanonen kan tänkas användas för att stödja specialstyrkeoperatörer eller vid antipiratoperationer där den kan komma att höja ubåtens stridsvärde avsevärt, eftersom ubåten nu kan agera offensivt till skillnad från tidigare då man bara kunde observera och rapportera ett händelseförlopp.
Masten är också tänkt att innehålla tre EMT Aladin lätta obemannade luftfarkoster. Dessa kontrolleras från ubåten och är utrustade med kameror för visuell övervakning både dag och natt. Detta innebär att ubåten kan användas för att visuellt övervaka ett betydligt större område än vad som är möjligt idag, framförallt när man betänker förmågan att rekognosera över land.

## Båtar i klassen
- U-31 (S181) - I tjänst 2005 (Tyskland)
- U-32 (S182) - I tjänst 2005 (Tyskland)
- U-33 (S183) - I tjänst 2006 (Tyskland)
- U-34 (S184) - I tjänst 2007 (Tyskland)
- U-35 (S185) - Planerat i tjänst 2011 (Tyskland)
- U-36 (S186) - Planerat i tjänst 2012 (Tyskland)
- Salvatore Todaro (S526) - I tjänst 2006 (Italien)
- Sciré (S527) - I tjänst 2007 (Italien)
- Pietro Venuti (S528) - I tjänst 2016 (Italien)
- Romeo Romei (S529) - I tjänst 2017 (Italien)

### Webbkällor
- ”Type 212”. www.globalsecurity.com. http://www.globalsecurity.org/military/world/europe/type-212-specs.htm. Läst 3 april 2010.
- ”Type 212 Specifications”. www.globalsecurity.com. http://www.globalsecurity.org/military/world/europe/type-212.htm. Läst 3 april 2010.
- ”U212 / U214 Attack Submarines”. Naval Technology. http://www.naval-technology.com/projects/type_212/. Läst 3 april 2010.
- ”Uboote Klasse 212A”. www.marine.de - tyska flottans officiella hemsida. http://www.marine.de/portal/a/marine/kcxml/04_Sj9SPykssy0xPLMnMz0vM0Y_QjzKLNzKOD_QzA8mB2d5mIfqRcNGglFR9X4_83FR9b_0A_YLciHJHR0VFAMCgKn8!/delta/base64xml/L2dJQSEvUUt3QS80SVVFLzZfMjNfUjBR?yw_contentURL=%2F01DB070000000001%2FW2699K5A242INFODE%2Fcontent.jsp#par2. Läst 3 april 2010.